# Västmanlands östra domsaga
Västmanlands östra domsaga(före 1850-talet benämnd Simtuna, Torstuna, Våla, Över- och Yttertjurbo domsaga), var en domsaga i Västmanlands län. Den bildades 1680. 1865 överfördes Yttertjurbo härad och tingslag  till Västmanlands södra domsaga.  Domsagan upplöstes 1971 i samband med tingsrättsreformen i Sverige och överfördes då till Sala tingsrätt.
Domsagan ingick i Svea hovrätts domkrets.

## Härader
Domsagan omfattade:
- Simtuna härad
- Torstuna härad
- Våla härad
- Övertjurbo härad

till 1865
- Yttertjurbo härad

## Tingslag
- Yttertjurbo tingslag till 1865
- Simtuna tingslag till 1888
- Torstuna tingslag till 1888
- Våla tingslag till 1888
- Övertjurbo tingslag till 1888
- Västmanlands östra domsagas tingslag från 1888

## Häradshövdingar
- 1680–1683 Per Hansson Zenius
- 1683–1708 Tobias Wester
- 1708–1734 Hans Baumgart
- 1734–1747 Johan Funck
- 1747–1773 Claes Jakob von Wallvijk
- 1773–1794 Jakob Weser
- 1794–1851 Sven Björkman
- 1851–1894 Knut Wilhelm Björkenstam
- 1895–1901 Helmer Svensson Helmertz
- 1902–1929 Gustaf Anton Wetterling
- 1929–1951 Otto Emil Karlsson
- 1951–1970 Åke Thorell